# 宮城県道・岩手県道183号若柳花泉線

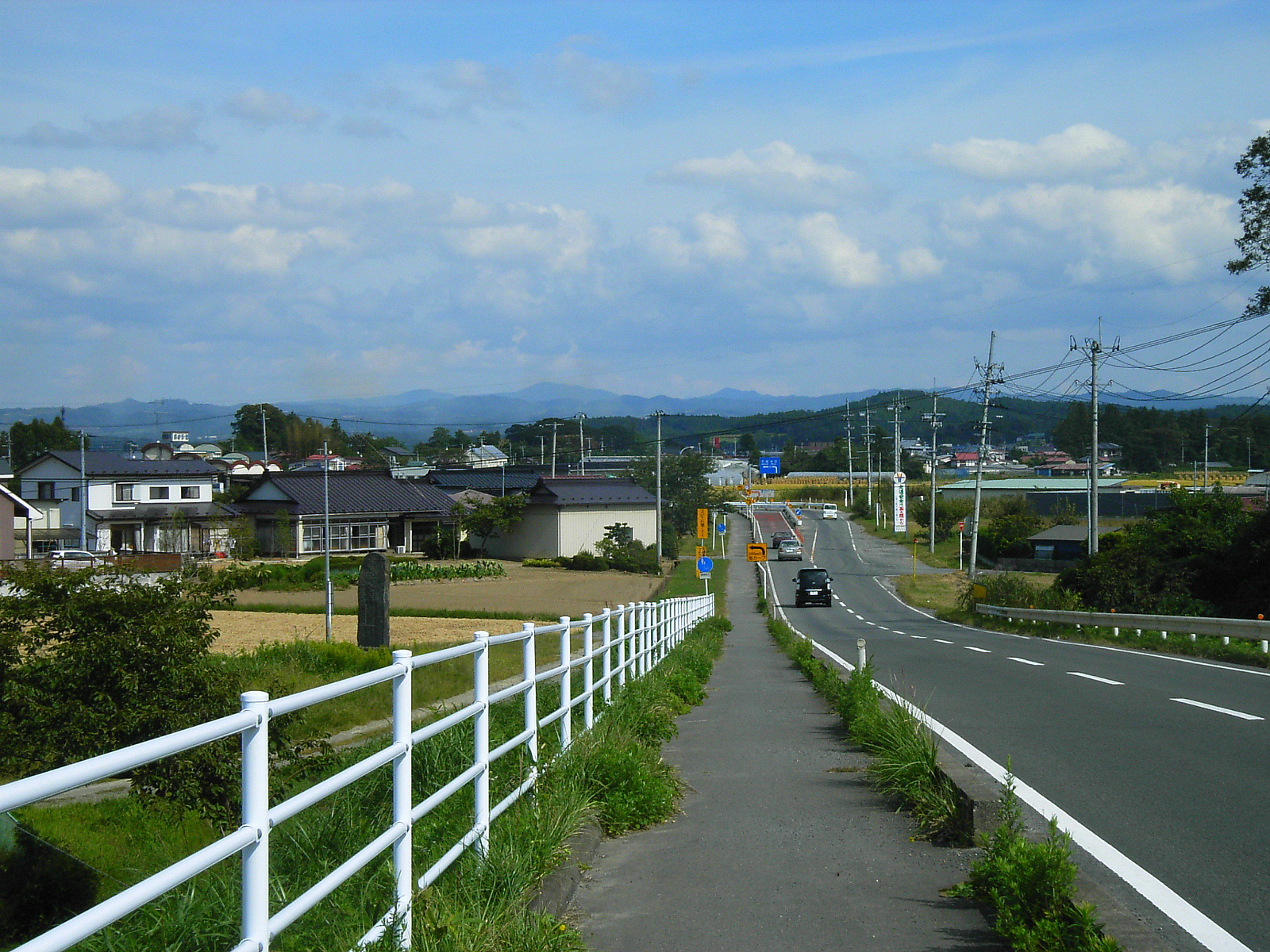
若柳第二大橋から北東を見る（2005年9月）

宮城県道・岩手県道183号若柳花泉線（みやぎけんどう・いわてけんどう183ごう わかやなぎはないずみせん）は、宮城県栗原市若柳から岩手県一関市花泉町に至る一般県道である。

## 概要
花泉は北西から南東に走る国道342号（一関街道）沿いにある町で、県道183号はそこから南に分岐する支線である。岩手県内では東北本線に沿う。しかし、県境から南では道筋が曲がりくねり、幅が狭くなる。宮城県道4号中田栗駒線との交点から再び幅を広くし、若柳の市街の東と東南辺を走る道として、また迫川を若柳第二大橋で渡る道として重要となる。

### 路線データ
- 起点：栗原市若柳字川南道伝前（県道176号交点）
- 終点：一関市花泉町若松字水沢[1]（国道342号・県道21号交点）

## 歴史
- 1958年（昭和33年）3月31日 - 宮城県側の区間が県道に認定される（宮城県告示第144号）。
- 1959年（昭和34年）3月31日 - 岩手県側の区間が県道に認定される（岩手県告示第280号）。
- 2016年（平成28年）10月14日 - 国道342号のバイパスが開通したことにより、終点の位置と花泉藤沢線の起点の位置を一関市花泉町若松字水沢の国道342号交点に変更[1]。

## 路線状況

### 重複区間
- 栗原市若柳字川北片町 - 栗原市若柳字川北欠：宮城県道4号中田栗駒線

## 地理

### 通過する自治体
- 宮城県
  - 栗原市
- 岩手県
  - 一関市

### 交差する道路
- 宮城県道176号若柳築館線（栗原市若柳字川南道伝前）
（国道398号は立体交差し、直接は接続しない。）
- 宮城県道4号中田栗駒線・中田方面（栗原市若柳字川北欠）
- 宮城県道4号中田栗駒線・栗駒方面（栗原市若柳字川北片町）
- 岩手県道186号油島栗駒線（一関市花泉町油島字仮谷）
- 国道342号・岩手県道21号花泉藤沢線（一関市花泉町若松字水沢）